# Café Hadik
Le Café Hadik (en hongrois : Hadik kávéház) est un café illustre de Budapest, autrefois fréquenté par de nombreux écrivains, dont Frigyes Karinthy. Il est situé dans le 11e arrondissement, sur Bartók Béla út. En activité entre 1906 et 1940, l'établissement connaît une période de fermeture de soixante-dix ans. Il rouvre en 2010.